# 邓子龙
鄧子龍（1528年—1598年12月16日），字武桥，号大千，别号虎冠道人，江西南昌府丰城县（今江西省丰城市人），明朝將領。

## 生平
明嘉靖年間江西內亂，鄧子龍樣貌魁梧，驍捷絕倫，參軍後以「平亂」有功，授廣東把总。1583年（萬曆十一年）二月，缅甸侵擾云南，鄧氏率兵入滇，降斬緬軍數百人，使其歸附於明。
1598年（萬曆二十六年）朝鮮戰事復起，朝鮮用師。詔以故官領水軍，從陳璘東征。倭將渡海遁，璘遣子龍偕朝鮮統制使李舜臣督水軍千人，駕三巨艦為前鋒，邀之釜山南海。子龍素慷慨，年逾七十，意氣彌厲，欲得首功，急攜壯士二百人躍上朝鮮舟，直前奮擊，賊死傷無算。他舟誤擲火器入子龍舟，舟中火，賊乘之，子龍戰死。舜臣赴救，亦死。事聞，贈都督僉事，世廕一子，廟祀朝鮮，遗体归葬丰城，朝鮮王朝並为他立庙祭祀。生前著有《横戈集》。

## 評價
- 《明史》:「劉綎勇略冠諸將，勞最多，其後死事亦最烈。鄧子龍始事姚安，名與綎幹，垂老致命，廟祀海隅。昔人謂『武官不惜死』，兩人者蓋無愧於斯言也夫。」
- 《万历野获编》：「武弁邓子龙，东南骁将也。」
- 《李朝實錄》：「天朝副摠兵鄧子龍，以七十老將，提二百勇士, 縱恣於滄海上，唾手而矢滅狡夷，其氣豪膽麄，可謂大丈夫哉! 況欲居首功, 躍上忠武（李舜臣）之舟，直前奮突，所俘獲無計，偶觸火器，中流延爇， 賊乃傳之而猶力戰。」

## 参閲
- 萬曆朝鮮戰爭